# Just Dance 2014
Just Dance 2014 is het vijfde deel van de Just Dance-serie. Het spel werd ontwikkeld en uitgegeven door Ubisoft. Just Dance 2014 kwam uit in oktober 2013 voor PlayStation 3, Wii, Wii U en Xbox 360. Eind 2013 kwam een versie uit voor de PlayStation 4 en de Xbox One. Het spel werd officieel aangekondigd tijdens Ubisofts E3-persconferentie op 10 juni 2013. Het is het eerste spel in de serie die een jaartal heeft in de titel in plaats van een nummer.

## Spelverloop
Alle versies bevatten een Classic free-dance mode net zoals uit de vorige delen. In de On-Stage Mode, tevens een nieuw onderdeel in het spel, danst één speler op de voorgrond en de overige twee spelers zijn de achtergronddansers. Het spel heeft ook een karaoke mode (behalve voor de Wii). Voor de versie van de Wii U, Xbox 360 en de Xbox One is er de Party Master Mode, een vernieuwde versie van de "Puppet Master" mode uit Just Dance 4. Ook keren de Dance mash-ups, alternate/extreme/sweat versies en de battle mode weer terug. Deze versies waren in Just Dance 4 al te bespelen. Voor de Xbox One-versie is het spel compatibel voor 6 spelers.
Een nieuw onderdeel World Dance Floor is beschikbaar op alle versies van het spel. In dit onderdeel kunnen spelers online tegen andere spelers wereldwijd dansen. De spelers kunnen zelf een afspeellijst samenstellen, elkaars highscores bekijken en AutoDance clips delen. Voor het spelen van dit onderdeel is een internetverbinding nodig.
Korte clips van de opgenomen "dansmoves" kunnen worden gedeeld via Facebook, Twitter en het Just Dance-netwerk.
De moeilijkheidsgraden die in voorgaande delen werden aangeduid in nummers, zijn in Just Dance 2014 vervangen door: Easy, Medium, Hard of Extreme.

## Prijzen
Just Dance 2014 won in 2014 de prijs voor "Beste Videogame" bij de Nickelodeon Kids Choice Awards 2014

## Lijst met nummers
Er zijn 51 nummers bevestigd.
| Nummer                                        | Artiest                               | Niveau    | Jaar | Mode       | Danser(s) |
| --------------------------------------------- | ------------------------------------- | --------- | ---- | ---------- | --------- |
| "99 Luftballons"*                             | Nena                                  | Makkelijk | 1983 | Duet       | ♂/♀       |
| "Alfonso Signorini (Eroe Nazionale)" (P)      | Fedez                                 | Moeilijk  | 2013 | Solo       | ♂         |
| "Applause"                                    | Lady Gaga                             | Gemiddeld | 2013 | Solo       | ♀         |
| "Aquarius/Let the Sunshine In"*               | The Fifth Dimension                   | Makkelijk | 1969 | Duet       | ♀/♀       |
| "Blame It on the Boogie" (SD)                 | Mick Jackson                          | Makkelijk | 1978 | Dance Crew | ♂/♀/♂/♀   |
| "Blurred Lines"                               | Robin Thicke feat. T.I en Pharrell    | Makkelijk | 2013 | Duet       | ♂/♂       |
| "C'Mon"                                       | Kesha                                 | Gemiddeld | 2013 | Duet       | ♀/♂       |
| "Candy"                                       | Robbie Williams                       | Gemiddeld | 2012 | Duet       | ♂/♀       |
| "Careless Whisper"                            | George Michael                        | Moeilijk  | 1985 | Duet       | ♂/♀       |
| "Could You Be Loved"                          | Bob Marley                            | Makkelijk | 1980 | Duet       | ♀/♀       |
| "Dançando" (N)                                | Ivete Sangalo                         | Gemiddeld | 2013 | Solo       | ♀         |
| "Danse (Pop Version(" (P)                     | TAL feat. Flo Rida                    | Gemiddeld | 2013 | Solo       | ♀         |
| "Feel So Right"                               | Imposs ft. Konshens                   | Moeilijk  | 2013 | Solo       | ♂         |
| "Feel This Moment"                            | Pitbull feat. Christina Aguilera      | Makkelijk | 2013 | Solo       | ♀         |
| "Fine China"                                  | Chris Brown                           | Gemiddeld | 2013 | Solo       | ♂         |
| "Flashdance... What a Feeling"*               | Irene Cara                            | Moeilijk  | 1983 | Solo       | ♀         |
| "Follow the Leader"                           | Wisin and Yandel feat. Jennifer Lopez | Moeilijk  | 2012 | Solo       | ♀         |
| "Gentleman"                                   | PSY                                   | Gemiddeld | 2013 | Solo       | ♂         |
| "Get Lucky"                                   | Daft Punk feat. Pharrell              | Gemiddeld | 2013 | Duet       | ♂/♂       |
| "Ghostbusters"                                | Ray Parker, Jr.                       | Gemiddeld | 1984 | Dance Crew | ♀/♂/♂/♂   |
| "Gimme! Gimme! Gimme! (A Man After Midnight)" | ABBA                                  | Makkelijk | 1979 | Solo       | ♀         |
| "I Kissed a Girl"                             | Katy Perry                            | Gemiddeld | 2008 | Solo       | ♀         |
| "I Will Survive"                              | Gloria Gaynor                         | Makkelijk | 1978 | Solo       | ♀         |
| "In the Summertime"                           | Mungo Jerry                           | Makkelijk | 1970 | Dance Crew | ♂/♀/♂/♀   |
| "Isidora"                                     | Bog Bog Orkestar                      | Gemiddeld | 2013 | Solo       | ♂         |
| "It's You"                                    | Duck Sauce                            | Gemiddeld | 2013 | Solo       | ♂         |
| "Just a Gigolo"                               | Louis Prima                           | Gemiddeld | 1956 | Duet       | ♂/♀       |
| "Just Dance"                                  | Lady Gaga feat. Colby O'Donis         | Moeilijk  | 2008 | Solo       | ♀         |
| "Kiss You                                     | One Direction                         | Makkelijk | 2012 | Dance Crew | ♂/♂/♂/♂   |
| "Limbo"                                       | Daddy Yankee                          | Moeilijk  | 2012 | Duet       | ♂/♀       |
| "Love Boat"                                   | Jack Jones                            | Gemiddeld | 1979 | Solo       | ♂         |
| "María"                                       | Ricky Martin                          | Moeilijk  | 1995 | Solo       | ♂         |
| "Miss Understood"                             | Sammie                                | Gemiddeld | 2013 | Solo       | ♀         |
| "Moskau"*                                     | Dschinghis Khan                       | Moeilijk  | 1979 | Duet       | ♂/♀       |
| "Nitro Bot"                                   | Sentai Express                        | Gemiddeld | 2013 | Duet       | ♂/♀       |
| "Pound the Alarm"                             | Nicki Minaj                           | Gemiddeld | 2012 | Dance Crew | ♀/♀/♀/♀   |
| "Prince Ali"                                  | Cast of Disney's Aladdin              | Gemiddeld | 1992 | Dance Crew | ♀/♂/♂/♂   |
| "Rich Girl"                                   | Gwen Stefani feat. Eve                | Makkelijk | 2004 | Solo       | ♀         |
| "Safe and Sound" (A)/(N)                      | Capital Cities                        | Makkelijk | 2013 | Solo       | ♀-♂-♀-♂-♀ |
| "She Wolf (Falling to Pieces)"                | David Guetta feat. Sia                | Gemiddeld | 2012 | Solo       | ♀         |
| "Starships"                                   | Nicki Minaj                           | Moeilijk  | 2012 | Solo       | ♀         |
| "#thatPOWER"                                  | will.i.am feat. Justin Bieber         | Moeilijk  | 2013 | Dance Crew | ♀/♂/♂/♀   |
| "The Other Side" (N)                          | Jason Derulo                          | Moeilijk  | 2013 | Solo       | ♂         |
| "The Way"                                     | Ariana Grande feat. Mac Miller        | Makkelijk | 2013 | Duet       | ♂/♀       |
| "Troublemaker"                                | Olly Murs feat. Flo Rida              | Makkelijk | 2012 | Solo       | ♂         |
| "Turn up the Love"                            | Far East Movement feat. Cover Drive   | Moeilijk  | 2012 | Duet       | ♂/♀       |
| "Waking Up in Vegas" (A)/(N)                  | Katy Perry                            | Gemiddeld | 2009 | Solo       | ♀         |
| "Where Have You Been"                         | Rihanna                               | Moeilijk  | 2012 | Solo       | ♀         |
| "Wild"                                        | Jessie J ft. Big Sean                 | Moeilijk  | 2013 | Solo       | ♀         |
| "Y.M.C.A." (K)                                | Village People                        | Makkelijk | 1978 | Dance Crew | ♂/♂/♂/♂   |

- Een "*" geeft aan dat het niet de originele versie is van het nummer, maar een "cover".
- Een "(P)" geeft aan dat het nummer een exclusieve nummer is voor de PAL-regio.
- Een "(N)" geeft aan dat het nummer een exclusieve nummer is voor de NTSC-regio.
- Een "(A)" geeft aan dat het nummer alleen verkrijgbaar is bij kopen van een bepaald artikel.

## Alternatieve routines
Ook zullen bepaalde nummers een alternatieve routine hebben. De routines moeten vrijgespeeld worden of kunnen gekocht worden als downloadbare content (DLC). 23 routines zijn momenteel bevestigd.
| Nummer                                        | Artiest                           | Niveau  | Jaar | Mode                 | Danser(s)   |
| --------------------------------------------- | --------------------------------- | ------- | ---- | -------------------- | ----------- |
| "Blame It on the Boogie"                      | Mick Jackson                      | TBA     | 1978 | Sweat Version/Solo   | ♂           |
| "Blame It on the Boogie"                      | Mick Jackson                      | Extreme | 1978 | Extreme Version/Solo | ♂           |
| "Careless Whisper"                            | George Michael                    | TBA     | 1985 | On-Stage Mode        | ♀/♂/♀       |
| "Fine China"                                  | Chris Brown                       | Extreme | 2013 | Extreme Version/Solo | ♂           |
| "Gentleman"                                   | PSY                               | TBA     | 2013 | Sweat Version/Solo   | ♂           |
| "Ghostbusters"                                | Ray Parker, Jr.                   | TBA     | 1984 | Sweat Version/Solo   | ♀           |
| "Gimme! Gimme! Gimme! (A Man After Midnight)" | ABBA                              | TBA     | 1979 | Sweat Version/Solo   | ♀           |
| "Gimme! Gimme! Gimme! (A Man After Midnight)" | ABBA                              | TBA     | 1979 | On-Stage Mode        | ♂/♀/♂       |
| "I Kissed a Girl"                             | Katy Perry                        | TBA     | 2008 | On-Stage Mode        | ♂/♀/♀       |
| "I Kissed a Girl"                             | Katy Perry                        | TBA     | 2008 | Sweat Version/Solo   | ♀           |
| "It's You"                                    | Duck Sauce                        | TBA     | 2013 | Sweat Version/Solo   | ♂           |
| "I Will Survive"                              | Gloria Gaynor                     | TBA     | 1978 | On-Stage Mode        | ♂/♀/♂       |
| "Just Dance"                                  | Lady Gaga ft. Colby O'Donis       | TBA     | 2008 | On-Stage Mode        | ♀/♀/♀       |
| "Kiss You"                                    | One Direction                     | TBA     | 2013 | 6-Player Dance Crew  | ♀/♂/♀/♂/♀/♂ |
| "Kiss You"                                    | One Direction                     | TBA     | 2013 | Sweat Version/Solo   | ♂           |
| "María"                                       | Ricky Martin                      | TBA     | 1995 | Sweat Version/Solo   | ♀           |
| "Miss Understood"                             | Sammie                            | TBA     | 2013 | Sweat Version/Solo   | ♀           |
| "Pound the Alarm" (DLC)                       | Nicki Minaj                       | Extreme | 2012 | Extreme Version/Solo | ♂           |
| "Starships"                                   | Nicki Minaj                       | TBA     | 2012 | Sweat Version/Solo   | ♂           |
| "Troublemaker"                                | Olly Murs ft. Flo Rida            | TBA     | 2012 | Sweat Version/Solo   | ♀           |
| "Turn Up the Love"                            | Far East Movement ft. Cover Drive | TBA     | 2012 | Sweat Version/Solo   | ♂           |
| "Where Have You Been"                         | Rihanna                           | Extreme | 2012 | Extreme Version/Solo | ♀           |
| "Where Have You Been"                         | Rihanna                           | TBA     | 2012 | On-Stage Mode        | ♂/♀/♂       |
| "I Will Survive"                              | Gloria Gaynor                     | TBA     | 1987 | Sweat Version/Solo   | ♂           |

- Een "*" geeft aan dat het niet de originele versie is van het nummer, maar een "cover".
- De 6-Player Dance Crew is alleen beschikbaar op de versie van de Xbox One.

## Dance Mash-up Mode
Momenteel zijn er 29 Dance Mash-ups bevestigd.
| Nummer                                        | Artiest                               | Niveau | Jaar |
| --------------------------------------------- | ------------------------------------- | ------ | ---- |
| "Blame It on the Boogie                       | Mick Jackson                          | TBA    | 1978 |
| "Blurred Lines"                               | Robin Thicke ft. T.I. en Pharrell     | TBA    | 2013 |
| "Candy"                                       | Robbie Williams                       | TBA    | 2013 |
| "C'Mon"                                       | Kesha                                 | TBA    | 2013 |
| "Could You Be Loved"                          | Bob Marley                            | TBA    | 1980 |
| "Flashdance... What a Feeling"*               | Irene Cara                            | TBA    | 1983 |
| "Follow the Leader"                           | Wisin and Yandel feat. Jennifer Lopez | TBA    | 2012 |
| "Feel So Right"                               | Imposs ft. Konshens                   | TBA    | 2013 |
| "Gentleman"                                   | PSY                                   | TBA    | 2013 |
| "Ghostbusters"                                | Ray Parker, Jr.                       | TBA    | 1984 |
| "Gimme! Gimme! Gimme! (A Man After Midnight)" | ABBA                                  | TBA    | 1979 |
| "I Kissed a Girl"                             | Katy Perry                            | TBA    | 2008 |
| "I Will Survive"                              | Gloria Gaynor                         | TBA    | 1978 |
| "In the Summertime"                           | Mungo Jerry                           | TBA    | 1970 |
| "It's You"                                    | Duck Sauce                            | TBA    | 2013 |
| "Just Dance"                                  | Lady Gaga ft. Colby O'Donis           | TBA    | 2008 |
| "Limbo"                                       | Daddy Yankee                          | TBA    | 2012 |
| "Miss Understood"                             | Sammie                                | TBA    | 2013 |
| "Moskau"*                                     | Dschinghis Khan                       | TBA    | 1979 |
| "Pound the Alarm"                             | Nicki Minaj                           | TBA    | 2012 |
| "Rich Girl"                                   | Gwen Stefani ft. Eve                  | TBA    | 2012 |
| "She Wolf (Falling to Pieces)"                | David Guetta feat. Sia                | TBA    | 2012 |
| "Starships"                                   | Nicki Minaj                           | TBA    | 2012 |
| "The Love Boat"                               | Frankie Bostello                      | TBA    | 2013 |
| "Troublemaker"                                | Olly Murs ft. Flo Rida                | TBA    | 2012 |
| "Turn Up the Love"                            | Far East Movement ft. Cover Drive     | TBA    | 2013 |
| "Where Have You Been"                         | Rihanna                               | TBA    | 2012 |
| "Wild"                                        | Jessie J ft. Big Sean                 | TBA    | 2013 |
| "Y.M.C.A."                                    | Village People                        | TBA    | 1978 |
| "Kiss You"                                    | One Direction                         | TBA    | 2012 |

- Een "*" geeft aan dat het niet de originele versie is van het nummer, maar een "cover".

## Party Master Mode
De Party Master Mode is een upgrade van de Puppet Master Mode uit Just Dance 4 en een exclusief spelonderdeel voor de versie van de Wii U. In dit onderdeel bedient een speler de rol als 'Party Master', wiens taak is om de danspassen te veranderen. De speler dient hiervoor de gamepad te gebruiken om een van de vier danspassen aan te klikken. Soms verschijnt de Take a Pose knop. Zodra die knop is ingedrukt, moeten de spelers de pose die op het scherm verschijnt zo goed mogelijk nabootsen. De speler die de pose het best nabootst, ontvangt 1000 punten.
Momenteel zijn er 14 nummers bevestigd voor dit onderdeel.
| Nummer                                        | Artiest                               | Jaar |
| --------------------------------------------- | ------------------------------------- | ---- |
| "Feel This Moment"                            | Pitbull feat. Christina Aguilera      | 2013 |
| "Follow the Leader"                           | Wisin and Yandel feat. Jennifer Lopez | 2012 |
| "Gentleman"                                   | PSY                                   | 2013 |
| "Gimme! Gimme! Gimme! (A Man After Midnight)" | ABBA                                  | 1979 |
| "I Kissed a Girl"                             | Katy Perry                            | 2008 |
| "I Will Survive"                              | Gloria Gaynor                         | 1978 |
| "In the Summertime"                           | Mungo Jerry                           | 1970 |
| "Kiss You"                                    | One Direction                         | 2013 |
| "Pound the Alarm"                             | Nicki Minaj                           | 2012 |
| "She Wolf (Falling to Pieces"                 | David Guetta feat. Sia                | 2012 |
| "Starships"                                   | Nicki Minaj                           | 2012 |
| "Troublemaker"                                | Olly Murs feat. Flo Rida              | 2012 |
| "Where Have You Been"                         | Rihanna                               | 2012 |
| "Y.M.C.A."                                    | Village People                        | 1978 |
| "99 Luftballons"                              | Nena                                  | 1983 |

- Een "*" geeft aan dat het niet de originele versie is van het nummer, maar een "cover".

## Battle Mode
In de "Battle Mode" battlen twee spelers tegen elkaar in vijf rondes. Het is bedoeling dat je zo goed mogelijk danst en de andere speler verslaat. Wie de meeste rondes wint, wint de battle. Er zijn vier nummers voor de Battle Mode.
| Nummers                                                   | Artiesten                              | Niveau    | Dansers  |
| --------------------------------------------------------- | -------------------------------------- | --------- | -------- |
| "C'Mon" V.S. "#thatPOWER"                                 | Kesha V.S. will.i.am ft. Justin Bieber | Gemiddeld | ♂ V.S. ♂ |
| "Fine China" V.S. "Gentleman"                             | Chris Brown V.S. PSY                   | Gemiddeld | ♂ V.S. ♂ |
| "Kiss You" V.S. "Pound the Alarm"                         | One Direction V.S. Nicki Minaj         | Gemiddeld | ♂ V.S. ♀ |
| "She Wolf (Falling to Pieces)" V.S. "Where Have You Been" | David Guetta ft. Sia V.S. Rihanna      | Gemiddeld | ♀ V.S. ♀ |

## Downloadbare content
Het spel biedt downloadbare nummers aan die een speler kan downloaden. Bij het downloaden van een nummer, is een internetverbinding vereist.
- Een "*" geeft aan dat het niet de originele versie is van het nummer, maar een "cover".
- Een "(P)" geeft aan dat het nummer een exclusieve nummer is voor de PAL-regio.
- Een "(4D)" geeft aan dat het nummer ook een DLC was in Just Dance 4.

### Wii
| Nummer                               | Artiest                                   | Niveau    | Jaar | Mode                 | Danser(s) | Uitgave                                                          |
| ------------------------------------ | ----------------------------------------- | --------- | ---- | -------------------- | --------- | ---------------------------------------------------------------- |
| "Roar"                               | Katy Perry                                | Gemiddeld | 2013 | Solo                 | ♀         | 1 oktober 2013 (EU/AU), 4 oktober 2013 (GB), 8 oktober 2013 (NA) |
| "Pound the Alarm"                    | Nicki Minaj                               | Extreme   | 2012 | Extreme Version/Solo | ♂         | 1 oktober 2013 (EU/AU), 4 oktober 2013 (GB), 8 oktober 2013 (NA) |
| "Can't Hold Us"                      | Macklemore en Ryan Lewis feat. Ray Dalton | Gemiddeld | 2013 | Solo                 | ♂         | 1 oktober 2013 (EU/AU), 4 oktober 2013 (GB), 8 oktober 2013 (NA) |
| "Wake Me Up"                         | Avicii feat. Aloe Blacc                   | Gemiddeld | 2013 | Solo                 | ♂         | 1 oktober 2013 (EU/AU), 4 oktober 2013 (GB), 8 oktober 2013 (NA) |
| "What About Love"                    | Austin Mahone                             | Gemiddeld | 2013 | Solo                 | ♂         | 26 november 2013                                                 |
| "American Girl"                      | Bonnie McKee                              | Gemiddeld | 2013 | Solo                 | ♀         | 26 november 2013                                                 |
| "One Way or Another (Teenage Kicks)" | One Direction                             | Gemiddeld | 2013 | Solo                 | ♂         | 26 november 2013                                                 |
| "Sexy and I Know It"                 | LMFAO                                     | Gemiddeld | 2011 | Solo                 | ♂         | 26 november 2013                                                 |
| "Blurred Lines"                      | Robin Thicke feat. Pharrell Williams      | Extreme   | 2013 | Extreme Version/Solo | ♀         | 26 november 2013                                                 |
| "The Other Side" (P)                 | Jason Derulo                              | Moeilijk  | 2013 | Solo                 | ♂         | 26 november 2013                                                 |
| "Dançando" (P)                       | Ivete Sangalo                             | Gemiddeld | 2013 | Solo                 | ♀         | 26 november 2013                                                 |
| "Can't Get Enough"                   | Becky G feat. Pitbull                     | Gemiddeld | 2013 | Solo                 | ♀         | 17 december 2013                                                 |
| "My Main Girl"                       | MainStreet                                | Makkelijk | 2013 | Solo                 | ♀         | 17 december 2013                                                 |
| "Don't You Worry Child"              | Swedish House Mafia feat. John Martin     | Gemiddeld | 2012 | Solo                 | ♂         | 17 december 2013                                                 |
| "I Need Your Love"                   | Calvin Harris feat. Ellie Goulding        | Moeilijk  | 2013 | Solo                 | ♀         | 17 december 2013                                                 |
| "#thatPOWER"                         | will.i.am feat. Justin Bieber             | Moeilijk  | 2013 | On-Stage Mode        | ♂/♂/♂     | 17 december 2013                                                 |
| "Applause"                           | Lady Gaga                                 | Extreme   | 2013 | Alternate Mode/Solo  | ♀         | 17 december 2013                                                 |
| "Gangnam Style" (4D)                 | PSY                                       | Moeilijk  | 2012 | Duet                 | ♂/♀-♂-♀   | 17 december 2013                                                 |
| "Timber"                             | Pitbull ft. Kesha                         | Gemiddeld | 2013 | Duet                 | ♀/♂       | 11 februari 2014                                                 |
| "Rock N Roll"                        | Avril Lavigne                             | Makkelijk | 2013 | Solo                 | ♀         | 11 februari 2014                                                 |
| "Just Dance"                         | Lady Gaga ft. Colby O'Donis               | Gemiddeld | 2008 | Sweat Version/Solo   | ♂         | 11 februari 2014                                                 |
| "Die Young" (4D)                     | Kesha                                     | Moeilijk  | 2012 | Duet                 | ♀/♀       | 11 februari 2014                                                 |
| "We Can't Stop"                      | Miley Cyrus                               | Gemiddeld | 2013 | Solo                 | ♀         | TBA                                                              |

### Xbox 360
| Nummer                               | Artiest                                   | Niveau    | Jaar | Mode                 | Danser(s) | Uitgave                                                          |
| ------------------------------------ | ----------------------------------------- | --------- | ---- | -------------------- | --------- | ---------------------------------------------------------------- |
| "Roar"                               | Katy Perry                                | Gemiddeld | 2013 | Solo                 | ♀         | 1 oktober 2013 (EU/AU), 4 oktober 2013 (GB), 8 oktober 2013 (NA) |
| "Pound the Alarm"                    | Nicki Minaj                               | Extreme   | 2012 | Extreme Version/Solo | ♂         | 1 oktober 2013 (EU/AU), 4 oktober 2013 (GB), 8 oktober 2013 (NA) |
| "Can't Hold Us"                      | Macklemore en Ryan Lewis feat. Ray Dalton | Gemiddeld | 2013 | Solo                 | ♂         | 1 oktober 2013 (EU/AU), 4 oktober 2013 (GB), 8 oktober 2013 (NA) |
| "Wake Me Up"                         | Avicii feat. Aloe Blacc                   | Gemiddeld | 2013 | Solo                 | ♂         | 1 oktober 2013 (EU/AU), 4 oktober 2013 (GB), 8 oktober 2013 (NA) |
| "What About Love"                    | Austin Mahone                             | Gemiddeld | 2013 | Solo                 | ♂         | 26 november 2013                                                 |
| "American Girl"                      | Bonnie McKee                              | Gemiddeld | 2013 | Solo                 | ♀         | 26 november 2013                                                 |
| "One Way or Another (Teenage Kicks)" | One Direction                             | Gemiddeld | 2013 | Solo                 | ♂         | 26 november 2013                                                 |
| "Sexy and I Know It"                 | LMFAO                                     | Gemiddeld | 2011 | Solo                 | ♂         | 26 november 2013                                                 |
| "Blurred Lines"                      | Robin Thicke feat. Pharrell Williams      | Moeilijk  | 2013 | Extreme Version/Solo | ♀         | 26 november 2013                                                 |
| "The Other Side" (P)                 | Jason Derülo                              | Moeilijk  | 2013 | Solo                 | ♂         | 26 november 2013                                                 |
| "Dançando" (P)                       | Ivete Sangalo                             | Gemiddeld | 2013 | Solo                 | ♀         | 26 november 2013                                                 |
| "Can't Get Enough"                   | Becky G feat. Pitbull                     | Gemiddeld | 2013 | Solo                 | ♀         | 17 december 2013                                                 |
| "My Main Girl"                       | MainStreet                                | Makkelijk | 2013 | Solo                 | ♀         | 17 december 2013                                                 |
| "Don't You Worry Child"              | Swedish House Mafia feat. John Martin     | Gemiddeld | 2012 | Solo                 | ♂         | 17 december 2013                                                 |
| "I Need Your Love"                   | Calvin Harris feat. Ellie Goulding        | Moeilijk  | 2013 | Solo                 | ♀         | 17 december 2013                                                 |
| "#thatPOWER"                         | will.i.am feat. Justin Bieber             | Moeilijk  | 2013 | On-Stage Mode        | ♂/♂/♂     | 17 december 2013                                                 |
| "Applause"                           | Lady Gaga                                 | Moeilijk  | 2013 | Alternate Mode/Solo  | ♀         | 17 december 2013                                                 |
| "Gangnam Style" (4D)                 | PSY                                       | Moeilijk  | 2012 | Duet                 | ♂/♀-♂-♀   | 17 december 2013                                                 |
| "Timber"                             | Pitbull ft. Kesha                         | Gemiddeld | 2013 | Duet                 | ♀/♂       | 11 februari 2014                                                 |
| "Rock N Roll"                        | Avril Lavigne                             | Makkelijk | 2013 | Solo                 | ♀         | 11 februari 2014                                                 |
| "Just Dance"                         | Lady Gaga ft. Colby O'Donis               | Gemiddeld | 2008 | Sweat Version/Solo   | ♂         | 11 februari 2014                                                 |
| "Die Young" (4D)                     | Kesha                                     | Moeilijk  | 2012 | Duet                 | ♀/♀       | 11 februari 2014                                                 |
| "We Can't Stop"                      | Miley Cyrus                               | Gemiddeld | 2013 | Solo                 | ♀         | TBA                                                              |

### Wii U
DLC's voor de Wii U zijn verkrijgbaar in de Nintendo eShop.
| Nummer                               | Artiest                                   | Niveau    | Jaar | Mode                 | Danser(s) | Uitgave                                                          |
| ------------------------------------ | ----------------------------------------- | --------- | ---- | -------------------- | --------- | ---------------------------------------------------------------- |
| "Roar"                               | Katy Perry                                | Gemiddeld | 2013 | Solo                 | ♀         | 1 oktober 2013 (EU/AU), 4 oktober 2013 (GB), 8 oktober 2013 (NA) |
| "Pound the Alarm"                    | Nicki Minaj                               | Extreme   | 2012 | Extreme Version/Solo | ♂         | 1 oktober 2013 (EU/AU), 4 oktober 2013 (GB), 8 oktober 2013 (NA) |
| "Can't Hold Us"                      | Macklemore en Ryan Lewis feat. Ray Dalton | Gemiddeld | 2013 | Solo                 | ♂         | 1 oktober 2013 (EU/AU), 4 oktober 2013 (GB), 8 oktober 2013 (NA) |
| "Wake Me Up"                         | Avicii feat. Aloe Blacc                   | Gemiddeld | 2013 | Solo                 | ♂         | 1 oktober 2013 (EU/AU), 4 oktober 2013 (GB), 8 oktober 2013 (NA) |
| "What About Love"                    | Austin Mahone                             | Gemiddeld | 2013 | Solo                 | ♂         | 26 november 2013                                                 |
| "American Girl"                      | Bonnie McKee                              | Gemiddeld | 2013 | Solo                 | ♀         | 26 november 2013                                                 |
| "One Way or Another (Teenage Kicks)" | One Direction                             | Gemiddeld | 2013 | Solo                 | ♂         | 26 november 2013                                                 |
| "Sexy and I Know It"                 | LMFAO                                     | Gemiddeld | 2011 | Solo                 | ♂         | 26 november 2013                                                 |
| "Blurred Lines"                      | Robin Thicke feat. Pharrell Williams      | Moeilijk  | 2013 | Extreme Version/Solo | ♀         | 26 november 2013                                                 |
| "The Other Side" (P)                 | Jason Derülo                              | Moeilijk  | 2013 | Solo                 | ♂         | 26 november 2013                                                 |
| "Dançando" (P)                       | Ivete Sangalo                             | Gemiddeld | 2013 | Solo                 | ♀         | 26 november 2013                                                 |
| "Can't Get Enough"                   | Becky G feat. Pitbull                     | Gemiddeld | 2013 | Solo                 | ♀         | 17 december 2013                                                 |
| "My Main Girl"                       | MainStreet                                | Makkelijk | 2013 | Solo                 | ♀         | 17 december 2013                                                 |
| "Don't You Worry Child"              | Swedish House Mafia feat. John Martin     | Gemiddeld | 2012 | Solo                 | ♂         | 17 december 2013                                                 |
| "I Need Your Love"                   | Calvin Harris feat. Ellie Goulding        | Moeilijk  | 2013 | Solo                 | ♀         | 17 december 2013                                                 |
| "#thatPOWER"                         | will.i.am feat. Justin Bieber             | Moeilijk  | 2013 | On-Stage Mode        | ♂/♂/♂     | 17 december 2013                                                 |
| "Applause"                           | Lady Gaga                                 | Moeilijk  | 2013 | Alternate Mode/Solo  | ♀         | 17 december 2013                                                 |
| "Gangnam Style" (4D)                 | PSY                                       | Moeilijk  | 2012 | Duet                 | ♂/♀-♂-♀   | 17 december 2013                                                 |
| "Timber"                             | Pitbull ft. Kesha                         | Gemiddeld | 2013 | Duet                 | ♀/♂       | 11 februari 2014                                                 |
| "Rock N Roll"                        | Avril Lavigne                             | Makkelijk | 2013 | Solo                 | ♀         | 11 februari 2014                                                 |
| "Just Dance"                         | Lady Gaga ft. Colby O'Donis               | Gemiddeld | 2008 | Sweat Version/Solo   | ♂         | 11 februari 2014                                                 |
| "Die Young" (4D)                     | Kesha                                     | Moeilijk  | 2012 | Duet                 | ♀/♀       | 11 februari 2014                                                 |
| "We Can't Stop"                      | Miley Cyrus                               | Gemiddeld | 2013 | Solo                 | ♀         | TBA                                                              |

### Xbox One
| Nummer                               | Artiest                                   | Niveau    | Jaar | Mode                 | Danser(s) | Uitgave          |
| ------------------------------------ | ----------------------------------------- | --------- | ---- | -------------------- | --------- | ---------------- |
| "Roar"                               | Katy Perry                                | Gemiddeld | 2013 | Solo                 | ♀         | 22 november 2013 |
| "Pound the Alarm"                    | Nicki Minaj                               | Extreme   | 2012 | Extreme Version/Solo | ♂         | 22 november 2013 |
| "Can't Hold Us"                      | Macklemore en Ryan Lewis feat. Ray Dalton | Gemiddeld | 2013 | Solo                 | ♂         | 22 november 2013 |
| "Wake Me Up"                         | Avicii feat. Aloe Blacc                   | Gemiddeld | 2013 | Solo                 | ♂         | 22 november 2013 |
| "What About Love"                    | Austin Mahone                             | Gemiddeld | 2013 | Solo                 | ♂         | 26 november 2013 |
| "American Girl"                      | Bonnie McKee                              | Gemiddeld | 2013 | Solo                 | ♀         | 26 november 2013 |
| "One Way or Another (Teenage Kicks)" | One Direction                             | Gemiddeld | 2013 | Solo                 | ♂         | 26 november 2013 |
| "Sexy and I Know It"                 | LMFAO                                     | Gemiddeld | 2011 | Solo                 | ♂         | 26 november 2013 |
| "Blurred Lines"                      | Robin Thicke feat. Pharrell Williams      | Gemiddeld | 2013 | Extreme Version/Solo | ♀         | 26 november 2013 |
| "The Other Side" (P)                 | Jason Derülo                              | Moeilijk  | 2013 | Solo                 | ♂         | 26 november 2013 |
| "Dançando" (P)                       | Ivete Sangalo                             | Gemiddeld | 2013 | Solo                 | ♀         | 26 november 2013 |
| "Can't Get Enough"                   | Becky G feat. Pitbull                     | Gemiddeld | 2013 | Solo                 | ♀         | 17 december 2013 |
| "My Main Girl"                       | MainStreet                                | Makkelijk | 2013 | Solo                 | ♀         | 17 december 2013 |
| "Don't You Worry Child"              | Swedish House Mafia feat. John Martin     | Gemiddeld | 2012 | Solo                 | ♂         | 17 december 2013 |
| "I Need Your Love"                   | Calvin Harris feat. Ellie Goulding        | Moeilijk  | 2013 | Solo                 | ♀         | 17 december 2013 |
| "#thatPOWER"                         | will.i.am feat. Justin Bieber             | Moeilijk  | 2013 | On-Stage Mode        | ♂/♂/♂     | 17 december 2013 |
| "Applause"                           | Lady Gaga                                 | Moeilijk  | 2013 | Alternate Mode/Solo  | ♀         | 17 december 2013 |
| "Gangnam Style" (4D)                 | PSY                                       | Moeilijk  | 2012 | Duet                 | ♂/♀-♂-♀   | 17 december 2013 |
| "Timber"                             | Pitbull ft. Kesha                         | Gemiddeld | 2013 | Duet                 | ♀/♂       | 11 februari 2014 |
| "Rock N Roll"                        | Avril Lavigne                             | Makkelijk | 2013 | Solo                 | ♀         | 11 februari 2014 |
| "Just Dance"                         | Lady Gaga ft. Colby O'Donis               | Gemiddeld | 2008 | Sweat Version/Solo   | ♂         | 11 februari 2014 |
| "Die Young" (4D)                     | Kesha                                     | Moeilijk  | 2012 | Duet                 | ♀/♀       | 11 februari 2014 |
| "We Can't Stop"                      | Miley Cyrus                               | Gemiddeld | 2013 | Solo                 | ♀         | TBA              |

### PlayStation 3
DLC's voor de PlayStation 3 zijn beperkt met een regioslot. 
| Nummer                               | Artiest                                   | Niveau    | Jaar | Mode                 | Danser(s) | Uitgave                                                          |
| ------------------------------------ | ----------------------------------------- | --------- | ---- | -------------------- | --------- | ---------------------------------------------------------------- |
| "Roar"                               | Katy Perry                                | Gemiddeld | 2013 | Solo                 | ♀         | 1 oktober 2013 (EU/AU), 4 oktober 2013 (GB), 8 oktober 2013 (NA) |
| "Pound the Alarm"                    | Nicki Minaj                               | Extreme   | 2012 | Extreme Version/Solo | ♂         | 1 oktober 2013 (EU/AU), 4 oktober 2013 (GB), 8 oktober 2013 (NA) |
| "Can't Hold Us"                      | Macklemore en Ryan Lewis feat. Ray Dalton | Gemiddeld | 2013 | Solo                 | ♂         | 1 oktober 2013 (EU/AU), 4 oktober 2013 (GB), 8 oktober 2013 (NA) |
| "Wake Me Up"                         | Avicii feat. Aloe Blacc                   | Gemiddeld | 2013 | Solo                 | ♂         | 1 oktober 2013 (EU/AU), 4 oktober 2013 (GB), 8 oktober 2013 (NA) |
| "What About Love"                    | Austin Mahone                             | Gemiddeld | 2013 | Solo                 | ♂         | 26 november 2013                                                 |
| "American Girl"                      | Bonnie McKee                              | Gemiddeld | 2013 | Solo                 | ♀         | 26 november 2013                                                 |
| "One Way or Another (Teenage Kicks)" | One Direction                             | Gemiddeld | 2013 | Solo                 | ♂         | 26 november 2013                                                 |
| "Sexy and I Know It"                 | LMFAO                                     | Gemiddeld | 2011 | Solo                 | ♂         | 26 november 2013                                                 |
| "Blurred Lines"                      | Robin Thicke feat. Pharrell Williams      | Moeilijk  | 2013 | Extreme Version/Solo | ♀         | 26 november 2013                                                 |
| "The Other Side" (P)                 | Jason Derülo                              | Moeilijk  | 2013 | Solo                 | ♂         | 26 november 2013                                                 |
| "Dançando" (P)                       | Ivete Sangalo                             | Gemiddeld | 2013 | Solo                 | ♀         | 26 november 2013                                                 |
| "Can't Get Enough"                   | Becky G feat. Pitbull                     | Gemiddeld | 2013 | Solo                 | ♀         | 17 december 2013                                                 |
| "My Main Girl"                       | MainStreet                                | Makkelijk | 2013 | Solo                 | ♀         | 17 december 2013                                                 |
| "Don't You Worry Child"              | Swedish House Mafia feat. John Martin     | Gemiddeld | 2012 | Solo                 | ♂         | 17 december 2013                                                 |
| "I Need Your Love"                   | Calvin Harris feat. Ellie Goulding        | Moeilijk  | 2013 | Solo                 | ♀         | 17 december 2013                                                 |
| "#thatPOWER"                         | will.i.am feat. Justin Bieber             | Moeilijk  | 2013 | On-Stage Mode        | ♂/♂/♂     | 17 december 2013                                                 |
| "Applause"                           | Lady Gaga                                 | Moeilijk  | 2013 | Alternate Mode/Solo  | ♀         | 17 december 2013                                                 |
| "Gangnam Style" (4D)                 | PSY                                       | Moeilijk  | 2012 | Duet                 | ♂/♀-♂-♀   | 17 december 2013                                                 |
| "Timber"                             | Pitbull ft. Kesha                         | Gemiddeld | 2013 | Duet                 | ♀/♂       | 11 februari 2014                                                 |
| "Rock N Roll"                        | Avril Lavigne                             | Makkelijk | 2013 | Solo                 | ♀         | 11 februari 2014                                                 |
| "Just Dance"                         | Lady Gaga ft. Colby O'Donis               | Gemiddeld | 2008 | Sweat Version/Solo   | ♂         | 11 februari 2014                                                 |
| "Die Young" (4D)                     | Kesha                                     | Moeilijk  | 2012 | Duet                 | ♀/♀       | 11 februari 2014                                                 |
| "We Can't Stop"                      | Miley Cyrus                               | Gemiddeld | 2013 | Solo                 | ♀         | TBA                                                              |
| "Part Of Me" (4D)                    | Katy Perry                                | Gemiddeld | 2012 | Solo                 | ♀         | ?                                                                |

### PlayStation 4
| Nummer                               | Artiest                                   | Niveau    | Jaar | Mode                 | Danser(s) | Uitgave                                         |
| ------------------------------------ | ----------------------------------------- | --------- | ---- | -------------------- | --------- | ----------------------------------------------- |
| "Roar"                               | Katy Perry                                | Gemiddeld | 2013 | Solo                 | ♀         | 15 november 2013 (NA), 29 november 2013 (EU/AU) |
| "Pound the Alarm"                    | Nicki Minaj                               | Extreme   | 2012 | Extreme Version/Solo | ♂         | 15 november 2013 (NA), 29 november 2013 (EU/AU) |
| "Can't Hold Us"                      | Macklemore en Ryan Lewis feat. Ray Dalton | Gemiddeld | 2013 | Solo                 | ♂         | 15 november 2013 (NA), 29 november 2013 (EU/AU) |
| "Wake Me Up"                         | Avicii feat. Aloe Blacc                   | Gemiddeld | 2013 | Solo                 | ♂         | 15 november 2013 (NA), 29 november 2013 (EU/AU) |
| "What About Love"                    | Austin Mahone                             | Gemiddeld | 2013 | Solo                 | ♂         | 26 november 2013 (NA), 29 november 2013 (EU/AU) |
| "American Girl"                      | Bonnie McKee                              | Gemiddeld | 2013 | Solo                 | ♀         | 26 november 2013 (NA), 29 november 2013 (EU/AU) |
| "One Way or Another (Teenage Kicks)" | One Direction                             | Gemiddeld | 2013 | Solo                 | ♂         | 26 november 2013 (NA), 29 november 2013 (EU/AU) |
| "Sexy and I Know It"                 | LMFAO                                     | Gemiddeld | 2011 | Solo                 | ♂         | 26 november 2013 (NA), 29 november 2013 (EU/AU) |
| "Blurred Lines"                      | Robin Thicke feat. Pharrell Williams      | Gemiddeld | 2013 | Extreme Version/Solo | ♀         | 26 november 2013 (NA), 29 november 2013 (EU/AU) |
| "The Other Side" (P)                 | Jason Derülo                              | Moeilijk  | 2013 | Solo                 | ♂         | 26 november 2013 (NA), 29 november 2013 (EU/AU) |
| "Dançando" (P)                       | Ivete Sangalo                             | Gemiddeld | 2013 | Solo                 | ♀         | 26 november 2013 (NA), 29 november 2013 (EU/AU) |
| "Can't Get Enough"                   | Becky G feat. Pitbull                     | Gemiddeld | 2013 | Solo                 | ♀         | 17 december 2013                                |
| "My Main Girl"                       | MainStreet                                | Makkelijk | 2013 | Solo                 | ♀         | 17 december 2013                                |
| "Don't You Worry Child"              | Swedish House Mafia feat. John Martin     | Gemiddeld | 2012 | Solo                 | ♂         | 17 december 2013                                |
| "I Need Your Love"                   | Calvin Harris feat. Ellie Goulding        | Moeilijk  | 2013 | Solo                 | ♀         | 17 december 2013                                |
| "#thatPOWER"                         | will.i.am feat. Justin Bieber             | Moeilijk  | 2013 | On-Stage Mode        | ♂/♂/♂     | 17 december 2013                                |
| "Applause"                           | Lady Gaga                                 | Moeilijk  | 2013 | Alternate Mode/Solo  | ♀         | 17 december 2013                                |
| "Gangnam Style" (4D)                 | PSY                                       | Moeilijk  | 2012 | Duet                 | ♂/♀-♂-♀   | 17 december 2013                                |
| "Timber"                             | Pitbull ft. Kesha                         | Gemiddeld | 2013 | Duet                 | ♀/♂       | 11 februari 2014                                |
| "Rock N Roll"                        | Avril Lavigne                             | Makkelijk | 2013 | Solo                 | ♀         | 11 februari 2014                                |
| "Just Dance"                         | Lady Gaga ft. Colby O'Donis               | Gemiddeld | 2008 | Sweat Version/Solo   | ♂         | 11 februari 2014                                |
| "Die Young" (4D)                     | Kesha                                     | Moeilijk  | 2012 | Duet                 | ♀/♀       | 11 februari 2014                                |
| "We Can't Stop"                      | Miley Cyrus                               | Gemiddeld | 2013 | Solo                 | ♀         | TBA                                             |